# Fondation Louis Vuitton
Fondation Louis Vuitton  är ett privat franskt konstmuseum i Bois de Boulogne i Paris, som invigdes den 20 oktober 2014.
Fondation Louis Vuitton instiftades 2006 av den Frankrikebaserade LVMH-koncernen på initiativ av huvudägaren Bernard Arnault, för att ställa ut 1900- och 2000-talskonst i Paris. 
Suzanne Pagé är den första konstnärliga ledaren för Fondation Louis Vuitton.

## Byggnaden
Bernard Arnault hade redan 2001 kontaktat Frank Gehry efter att ha imponerats av den av denne ritade byggnaden för Guggenheimmuseet i Bilbao. Frank Gehry har ritat byggnaden med stora glasytor och som ett skepp under segel för att passa in den stora byggnadsvolymen, som också står i en stor bassäng, på den tomt i en känsliga omgivning vid parken Jardin d'Acclimatation i Boulognerskogen, som ställts till förfogande av Paris stad. Stiftelsen har gjort ett åtagande att överlämna anläggningen till kommunen utan ersättning efter 55 år.
Konsthallen har elva utställningshallar på sammanlagt 3 850 kvadratmeter i en byggnad med totalt 7 000 kvadratmeter golvyta. De tolv glassegel som finns på byggnaden är sammanlagt 13 500 kvadratmeter. Byggnaden har tagit sex år att uppföra, och föranlett en domstolsprocess för att stoppa bygget 2011. Denna i sin tur avvärjdes genom en speciallag som antogs av det franska parlamentet och som deklarerade projektet såsom varande av särskilt samhällsintresse.

## Konstverk
Stiftelsen har uppdragit åt bland andra Ellsworth Kelly, Olafur Eliasson, och Adrián Villar Rojas att skapa konstverk för att placera i museibyggnaden. Kelly har gjort ridån Spectrum VIII till auditoriet, Eliasson ljusinstallationen Inside the Horizon som står längs en gångyta och Villar Rojas en vattenbehållare med hittegods, övergivna sportskor och växter.

## Bildgalleri

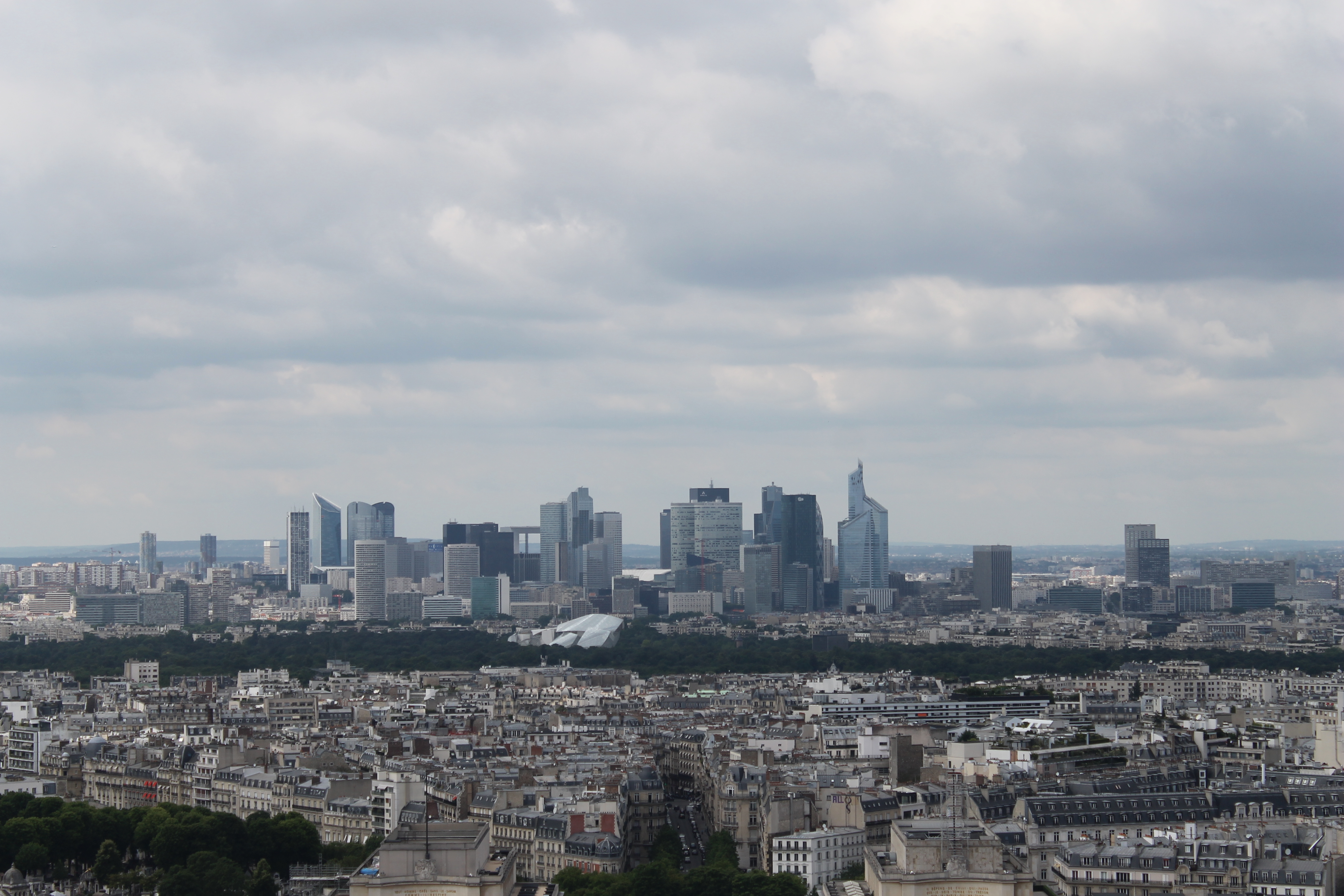
Fondation Louis Vuitton, sedd från Eiffel-tornet